# Mohandas Gandhi
Mohandas Gandhi (gujarati: મોહનદાસ ગાંધી)  (Porbandar, 2 d'octubre de 1869 - Gandhi Smriti, 30 de gener de 1948) va ser un pensador i polític indi. Se'l coneix amb el sobrenom de Mahatma o Mahatma Gandhi (la paraula mahatma significa 'gran ànima'; prové de les formes del sànscrit maha- 'gran' i atma- 'ànima'), o bapu (de l'hindi 'pare'). Fou un dels pares de la independència de la nació índia i la desaparició del Raj britànic mitjançant l'ús de la no-violència.
Gandhi va néixer a Porbandar (actual estat de Gujarat), un poble costaner de l'Índia. Era el fill del primer ministre local i la seva família era de la casta vaisya (comerciant). Va estudiar dret al University College de Londres, i va exercir com a advocat a Bombai (actual Mumbai). Els seus primers treballs, els va realitzar a Sud-àfrica l'any 1893. Mentre treballava per a una empresa en aquest país, es va interessar per la situació dels 150.000 compatriotes que hi residien i va lluitar contra les lleis que discriminaven els indis a Sud-àfrica mitjançant la resistència passiva i la desobediència civil.
Va tornar a l'Índia el 1915, i el 1921 ja figurava al capdavant del Congrés Nacional Indi. Va instaurar nous mètodes de lluita (les vagues i les vagues de fam), i en els seus programes rebutjava la lluita armada i predicava la no-violència com a mitjà per a resistir el domini britànic. Preconitzava la total fidelitat als dictats de la consciència, arribant fins i tot a la desobediència civil si fos necessari; a més, va lluitar per tornar a les velles tradicions índies. Va mantenir correspondència amb Lleó Tolstói, que va influir en el seu concepte de resistència no violenta. En va destacar la marxa de la sal, una manifestació a través del país contra els impostos a què estava subjecte aquest producte.

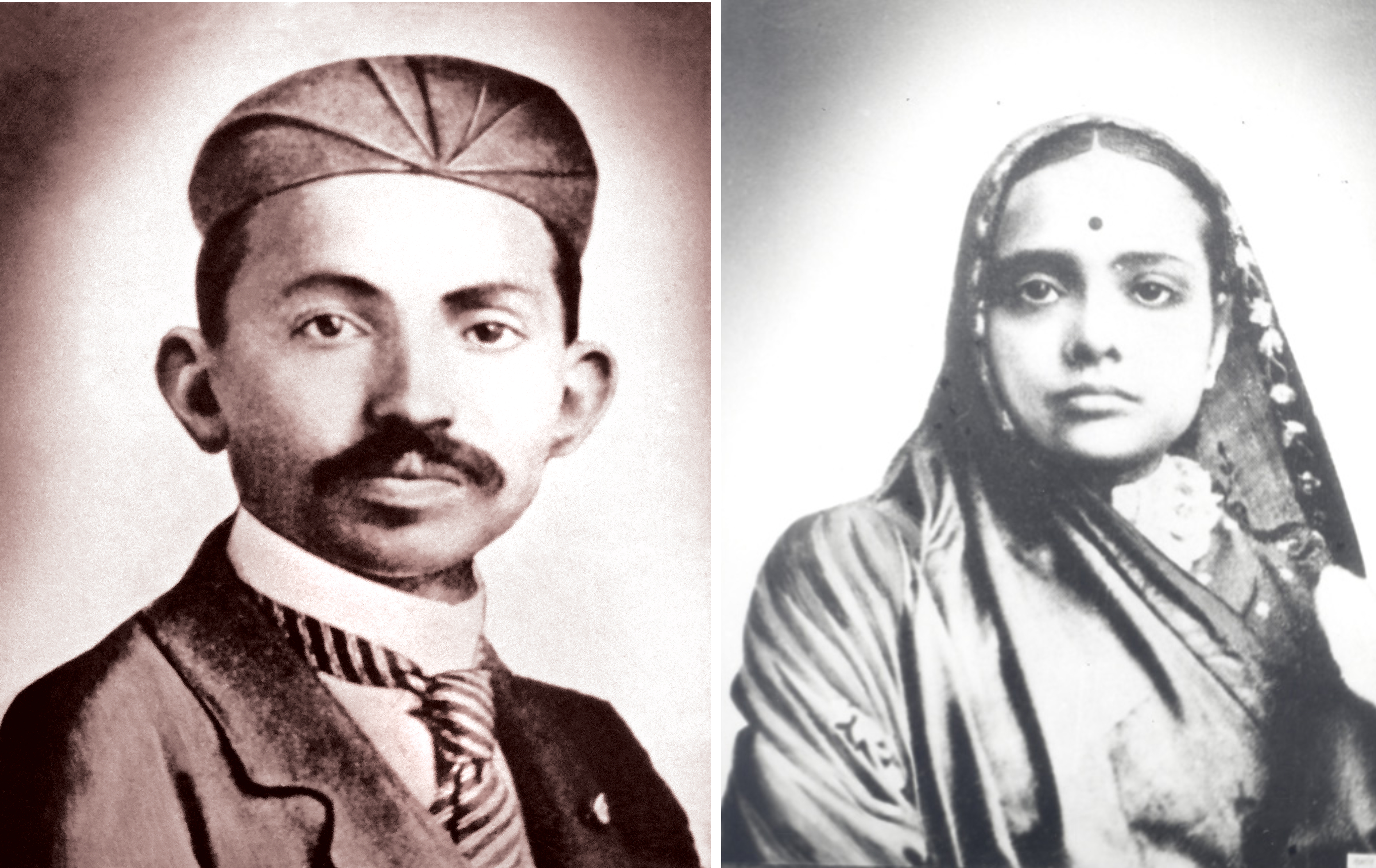
Gandhi i la seva esposa Kasturba el 1902

Empresonat en diverses ocasions, aviat es va convertir en un heroi nacional. L'any 1931, va participar en la conferència de Londres, en la qual va reclamar la independència de l'Índia. Es va inclinar a favor de la dreta del Partit del Congrés i, per això, va tenir conflictes amb el seu deixeble Nehru, que representava l'esquerra. El 1942, Londres va enviar com a intermediari Richard Stafford Cripps per negociar amb els nacionalistes; però, atès que no es va trobar una solució satisfactòria, aquests van radicalitzar les seves postures. Gandhi i la seva esposa Kasturba van ser empresonats: ella va morir a la presó, mentre que ell va dur a terme vint-i-un dies de dejuni.
La seva influència moral sobre el desenvolupament de les converses que van preparar la independència de l'Índia va ser considerable, però la separació del Pakistan el va descoratjar profundament.
Gandhi va intentar de reformar la societat índia apostant per integrar les castes més baixes (els sudra o ‘treballadors’, els pàries o ‘intocables' i els mleccha o ‘bàrbars') i per desenvolupar les zones rurals. Va desaprovar els conflictes religiosos que van seguir la independència de l'ìndia i va defensar els musulmans al territori hindú, per la qual cosa va ser assassinat per Nathuram Godse, un fanàtic integrista indi, el 30 de gener de 1948, a l'edat de 78 anys. Les seves cendres van ser llançades al riu Ganges.
Gandhi va portar una vida amb senzillesa, confeccionant les seves pròpies peces de roba i, a més, sent un destacat vegetarià. Tot i així, la seva vida presenta clarobscurs en relació al racisme, la pederàstia i la violència de gènere que, segons diverses fonts, practicava de forma freqüent.

## Els primers anys

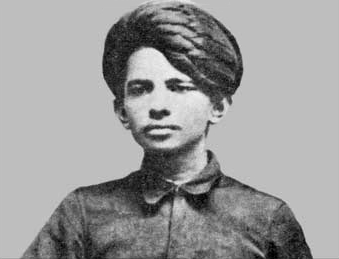
Gandhi el 1886

Mohandas Karamchand Gandhi va néixer a Porbandar (actual estat de Gujarat), un poble costaner, a l'Índia. Era el fill de Karamchand Gandhi, un primer ministre local, i la seva família era de la casta vaisya ('comerciant').
La seva mare, Putlibai, quarta esposa del seu pare, va tenir una gran influència en la seva infància, quan Gandhi va aprendre de ben menut a no fer mal a cap ésser viu, a ser vegetarià, a dejunar per purificar-se i ser tolerant amb altres credos i sectes. Als tretze anys, va contreure matrimoni, arranjat pels seus pares, amb Kasturba Makharji, que tenia la mateixa edat que ell i amb la qual va tenir quatre fills.
Gandhi va ser un estudiant mediocre de jove a Portbandar i posteriorment a Rajkot, ja que just aconseguí passar l'examen d'admissió a la Universitat de Bombai l'any 1887 i es matriculà a l'Escola de Samaldas, a Bhavnagar. No hi va estar molt de temps, però va aprofitar l'avinentesa d'estudiar a Anglaterra, país que considerava el bressol de filòsofs i poetes, el centre de la civilització.
Va tornar a l'Índia després d'aconseguir llicenciar-se per exercir l'advocacia a Anglaterra. Va intentar establir-se com a advocat a Bombai, però no va tenir gaire èxit, perquè aleshores la professió d'advocat estava saturada i Gandhi no era una figura dinàmica als tribunals. Va tornar a Rajkot, on va dur a terme la modesta tasca de preparar peticions a litigants. Va haver de deixar aquesta feina després d'un altercat amb un oficial britànic en un incident en què va intentar advocar per al seu germà gran. En aquesta ocasió, l'any 1893, va acceptar signar un contracte de treball per un any amb una companyia índia que operava a Natal, a Sud-àfrica.

## Moviment dels drets civils a Sud-àfrica (1893–1914)
En aquest punt de la seva vida, Gandhi era una persona de caràcter moderat, tímid i políticament indiferent. Va llegir per primera vegada un periòdic a l'edat de 18 anys i en parlar en un tribunal patia d'una gran por escènica. Sud-àfrica el va canviar radicalment quan va viure la humiliació i l'opressió a què estaven subjectes els indis en aquella regió. Un dia, en un tribunal de Durban, un magistrat anglès li va demanar que es llevara el turbant que portava posat, a la qual cosa Gandhi es va negar, eixint impetuosament de la cort.
No obstant això, l'incident que serviria com a catalitzador del seu activisme polític va ocórrer diversos anys després, quan viatjant a Pretòria va ser tret forçosament del tren on viatjava en l'estació de Pietermaritzburg, quan es va negar a mudar-se de la primera classe on viatjava a la tercera classe, la qual es destinava a la gent de color. Més tard, viatjant en una diligència, va ser colpejat pel conductor quan es va negar a cedir el seu seient a un passatger de pell blanca. A més, en aquest viatge, va patir altres humiliacions en no donar-li allotjament en uns quants hotels per la seua ètnia. Aquesta experiència el va posar molt més en contacte amb els problemes que patien quotidianament la gent de color a Sud-àfrica. I en aquest país, després d'haver patit el racisme, els prejudicis i la injustícia, va començar a qüestionar la situació social seua i dels seus conterranis i en la societat.
Quan va vèncer el seu contracte, es va preparar per tornar a l'Índia. En la festa de comiat en el seu honor a Durban, llegint un diari es va informar que s'estava elaborant una llei en l'Assemblea Legislativa de Natal, la qual negaria el vot als indis. Posposà la seva tornada l'Índia i es va dedicar a la tasca d'elaborar diverses peticions, tant a l'assemblea de Natal com al govern britànic, tractant d'evitar que la llei s'aprovés. Si bé no va aconseguir el seu objectiu, ja que la llei va ser promulgada, va aconseguir, no obstant això, cridar l'atenció sobre els problemes de discriminació racial contra els indis a Sud-àfrica.
Al principi de la Guerra de Sud-àfrica, Gandhi va considerar que els indis havien de participar-hi si aspiraven legitimar-se com a ciutadans de ple dret de l'imperi. Així, va organitzar cossos de voluntaris no combatents que assistiren els britànics. No obstant això, en acabar la guerra, la situació dels indis no va millorar; de fet, va continuar deteriorant-se.
El 1906, el govern de Transvaal va promulgar una llei que obligava tots els indis a registrar-se. Això va ocasionar una protesta massiva a Johannesburg, on Gandhi va crear la plataforma satyagraha (‘afecció o devoció a la veritat'), que consistia en una protesta no violenta.
Gandhi va insistir que la llei promulgada s'havia de desafiar de manera oberta però no violenta, patint el càstig que el govern volgués imposar. Aquest desafiament va durar set anys, en els quals milers d'indis van ser empresonats (incloent-hi Gandhi en diverses ocasions), assotats i fins i tot afusellats per protestar, refusar registrar-se, cremar les seues targetes de registre i qualsevol altra forma de protesta no violenta. Si bé el govern va aconseguir reprimir la protesta dels indis, la denúncia a l'exterior dels mètodes extrems utilitzats pel govern de Sud-àfrica, finalment, va obligar el general sud-africà Jan Christian Smut a negociar una solució.
Durant els seus anys a Sud-àfrica, Gandhi es va inspirar en la Bhagavad Gita i en els llibres de Tolstoi, particularment en El Regne de Déu és dins vostre. En la dècada de 1880, Tolstoi s'havia convertit profundament a la causa de l'anarquisme cristià. Gandhi va traduir un altre llibre d'aquest autor anomenat Carta a un hindú, escrit el 1908, en resposta als nacionalistes indis que recolzaven la violència. Gandhi va romandre en contacte amb Tolstoi fins a la mort d'aquest, el 1910. La carta de Tolstoi es basa en la filosofia hindú dels Vedes i les ensenyances de Krishna en relació amb el creixent nacionalisme indi. Gandhi també es va inspirar en l'escriptor americà Henry David Thoreau, que va escriure el famós assaig La desobediència civil.

## La lluita per la independència de l'Índia (1915–45)
Gandhi va criticar tant les accions del Raj britànic com la violència venjativa dels indis. Oferí condol a les víctimes civils britàniques i condemnà els disturbis que, després de l'oposició inicial del partit, va ser acceptat després del discurs emocionat de Gandhi defensant el seu principi que tota la violència era dolenta i no podia justificar-se. Després de la massacre i la violència posterior, Gandhi va començar a centrar-se a assolir un autocontrol i controlar totes les institucions de govern de l'Índia, i madurà aviat el swaraj o la completa independència individual, espiritual i política.

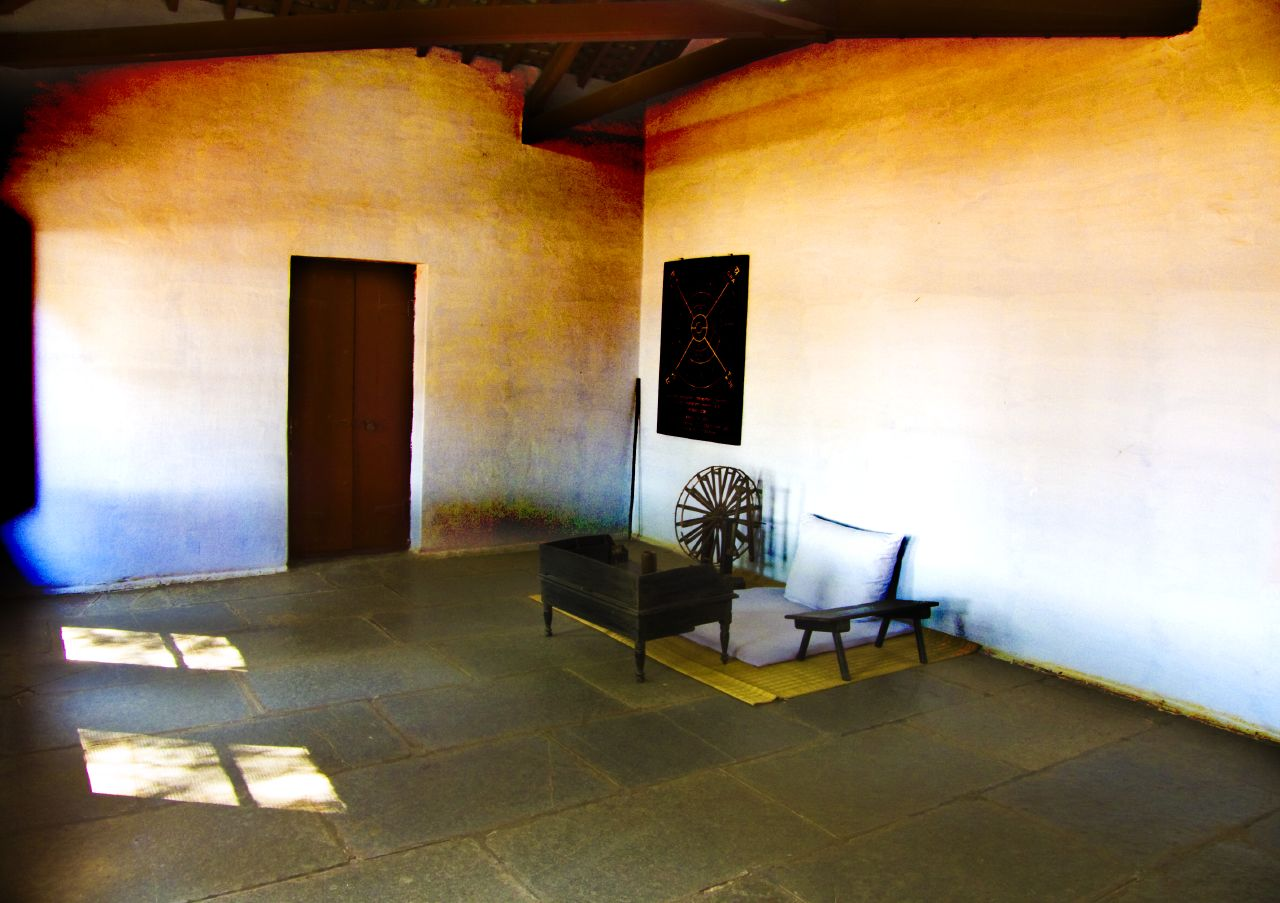
Sala de Mahatma Gandhi en l'Ashram de Sabarmati

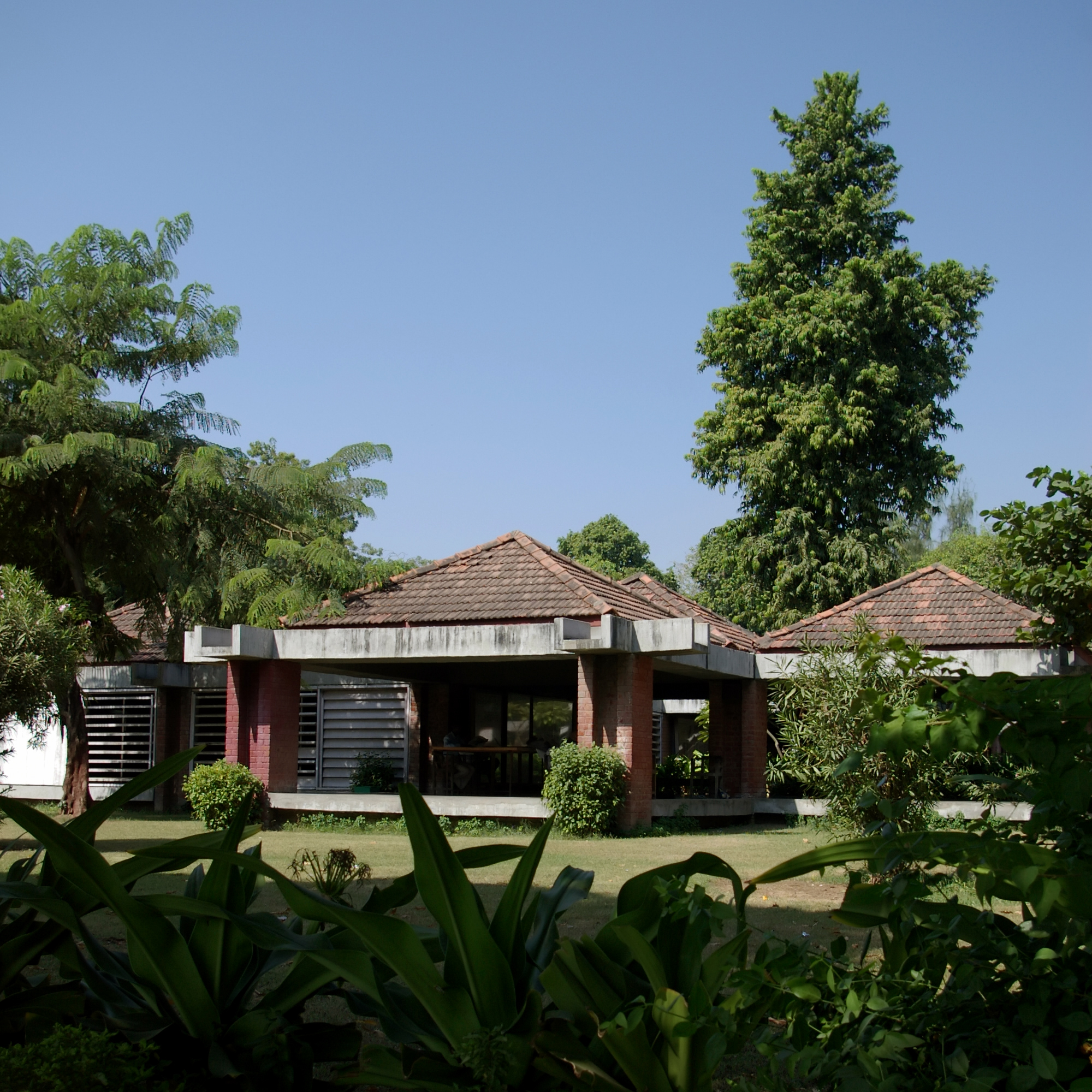
Ashram de Sabarmati, la casa de Gandhi a Gujarat

El desembre de 1921, Gandhi va ser investit amb el poder executiu en nom del Congrés Nacional Indi. Sota el seu lideratge, el congrés va ser reorganitzat amb una nova constitució, amb l'objectiu del swaraj. L'afiliació al partit va ser oberta a qualsevol persona disposada a pagar un preu simbòlic. Una jerarquia de comitès es va crear per millorar la disciplina, transformant el partit d'una organització d'elit en una organització nacional de masses. Gandhi va estendre la seva plataforma de no-violència per incloure la política de swadeshi -el boicot als productes fabricats a l'estranger, especialment de productes britànics. Al costat d'això, la seva defensa que el khadi ('tela d'estar per casa') seria usat per tots els indis en lloc dels tèxtils de fabricació britànica. Gandhi va exhortar els homes i dones indis, rics o pobres, a passar una estona cada dia girant el khadi en suport del moviment d'independència. Gandhi va arribar a inventar una filadora petita, portàtil, que pogués ser plegada a la mida d'una petita màquina d'escriure. Aquesta va ser una estratègia per inculcar disciplina, dedicació, per treure del moviment els que no ho volguessin fer i per l'ambiciosa estratègia d'incloure les dones en el moviment, en un moment en què molts pensaven que aquestes activitats no eren activitats respectables per a les dones. A més de boicotejar els productes britànics, Gandhi va exhortar el poble a boicotejar les institucions educatives britàniques i els tribunals de justícia, a renunciar a l'ocupació en el govern, i a renunciar als títols i als honors britànics.

Un exemple demostra la popularitat de Gandhi, la importància de la participació de persones en el moviment per la llibertat i les paraules de Gandhi en el valor del sacrifici. Mentre estava popularitzant el khadi a la zona rural d'Orissa, una dona pobra que estava escoltant un discurs de Gandhi es va obrir pas fins a on estava, li va tocar el peu i va posar una moneda de coure davant seu. Gandhi va acceptar la moneda i l'hi va agrair. Ell va explicar a Jamnalal Bajaj això:
| « | Aquesta moneda era potser tot el que la pobra dona posseïa. Ella em va donar tot el que tenia. Això va ser molt generós per part seva. Quin gran sacrifici que va fer! És per això que el valor d'aquesta moneda de coure val més que deu milions de rupies. | » |

La «no-cooperació» gaudí d'una gran acceptació i èxit, i augmentà l'emoció i la participació de tots els estrats de la societat índia. No obstant això, igual que el moviment va aconseguir la seva cúspide, va acabar abruptament com a resultat d'un violent enfrontament a la ciutat de Chauri Chaura, a Uttar Pradesh, el febrer de 1922. Tement que el moviment estava a punt de fer un gir cap a la violència, i convençut que això seria la ruïna de tot el seu treball, Gandhi va cridar a deixar la campanya de desobediència civil massiva. D'acord amb Andrew Roberts, aquesta era la tercera vegada que Gandhi havia cancel·lat una gran campanya, «deixant en l'estacada més de 15.000 seguidors, que van ser empresonats per la causa». Gandhi va ser arrestat el 10 de març de 1922, processat per sedició i condemnat a sis anys de presó. Va començar la seva sentència el 18 de març de 1922. Va ser posat en llibertat al febrer de 1924 per a una operació d'apendicitis; va estar a la presó tan sols 2 anys.
Sense la personalitat unificadora de Gandhi, el Congrés Nacional Indi va començar a dividir-se durant els seus anys a la presó; la divisió es feu en dues faccions, l'una liderada per Chitta Ranjan Das i Motilal Nehru a favor de la participació del partit en el poder legislatiu, i l'altra dirigida per Chakravarti Rajagopalachari i Sardar Vallabhbhai Patel, que s'oposava a aquest moviment. A més, la cooperació entre els hindús i els musulmans, que havia estat forta en el moment àlgid de la campanya de la no-violència, ara s'estava enfonsant. Gandhi va tractar de salvar aquestes diferències amb molts mitjans, incloent-hi un dejuni de tres setmanes a la tardor de 1924, però amb èxit limitat. Això pot haver estat a causa de l'»estranya habilitat de Gandhi per a irritar i frustrar» els líders musulmans de l'Índia.
El 1942, Gandhi va demanar als britànics que abandonessin l'Índia; Nehru, encara que reticent a afeblir l'esforç de guerra aliat, no va tenir més alternativa que unir-se a Gandhi. Després de la resolució Quit India aprovada pel partit del Congrés a Bombai el 8 d'agost de 1942, tot el comitè de treball del Congrés, inclosos Gandhi i Nehru, va ser arrestat el 9 d'agost i empresonat. Gandhi fou retingut durant dos anys al palau d'Aga Khan a Poona. Fou aquí que Gandhi va patir dos terribles cops en la seva vida personal. La seva vella secretària Mahadev Desai, de 50 anys, va morir d'un atac del cor 6 dies després i la seva esposa Kasturba morí després de 18 mesos d'empresonament, el febrer de 1944; sis setmanes més tard, Gandhi va patir un atac sever de malària. El van alliberar abans del final de la guerra, el 6 de maig de 1944, a causa de la seva precària salut i perquè necessitava ser operat; el Raj no va voler que morís en la presó i que això produís un aixecament de ràbia en la nació. Va aconseguir aturar una situació política delicada -la Lliga Musulmana, per exemple, que uns anys abans havia aparegut marginalment, «avui ocupa el centre de l'escena política» i el tema de la campanya de Jinnah pel Pakistan va ser un important punt a parlar. Gandhi es va reunir amb Jinnah el setembre de 1944 a Bombai, però Jinnah va rebutjar (al·legant que no s'arribaria a una total independència del Pakistan) la proposta de Gandhi del dret de les províncies musulmanes a optar a una part substancial de la unió política futura.
Encara que el moviment Quit India va tenir un èxit moderat en el seu objectiu, la implacable supressió del moviment va portar ordre a l'Índia abans de la fi del 1943. Al final de la guerra, l'Imperi britànic va donar indicacions clares que l'energia seria transferida a mans índies. En aquest punt Gandhi va cridar a la lluita, i van ser alliberats al voltant 100.000 presos polítics, incloent-hi la direcció del congrés.

## Independència i partició de l'Índia (1945–47)
Gandhi va recomanar al Congrés rebutjar les propostes del Pla de la Missió del Gabinet creat pels britànics el 1946. Sospitava que la idea de compartir el poder amb la Lliga Musulmana i les divisions i la descentralització que el pla implicava eren problemàtiques. No obstant això, en aquesta ocasió el partit es va oposar a Gandhi i van acceptar la idea de crear un govern que reemplaçaria el britànic al més prompte possible i evitaria que Mohammed Ali Jinnah i la Lliga Musulmana obtingueren una paritat política en el secular partit del Congrés.
Entre 1946 i 1947, més de 5.000 persones van morir en enfrontament entre hindús i musulmans. La Lliga era popular en les regions on hi havia una majoria musulmana, com Panjab, Bengala, Sindh, NWFP i Balutxistan. El pla de la divisió de l'Índia va ser aprovat pel Congrés com una manera d'evitar una guerra civil indomusulmana a gran escala.
Els líders del Congrés sabien que si bé Gandhi estava visceralment oposat a la partició de l'Índia, també era pràcticament impossible acceptar el pla sense l'aprovació de Gandhi, perquè el suport de què gaudia en tota l'Índia era molt fort. Sadar Patel, persona de confiança de Gandhi, va ser l'encarregat d'aconseguir el seu consentiment al pla de divisió.
Gandhi gaudia de gran influència en les comunitats hindús i musulmanes. La seua mera presència evitava i parava desordres i motins. S'oposava vehementment a qualsevol pla que impliqués la partició de l'Índia. D'altra banda, la Lliga Musulmana argumentava que la superioritat numèrica dels hindús oprimiria sistemàticament la minoria musulmana en una Índia unida i que una nació musulmana separada era l'única solució. No obstant això, molts musulmans a l'Índia vivien junt amb hindús, sikhs, budistes, cristians, jains, parsis i jueus, i eren partidaris de la unitat de l'Índia. Però, Mohammed Ali Jinnah tenia un ampli suport al Panjab occidental, Sindh, NWFP i Bengala oriental, és a dir, tot el que forma hui en dia Pakistan i Bangladesh. El dia de la transferència del govern, Gandhi no ho va celebrar com en la resta de l'Índia i va estar només aqueix dia en la seua residència de Calcuta.

## Assassinat i darreres paraules
El 30 de gener de 1948, quan Gandhi es dirigia a una reunió per a resar, va ser assassinat a Pispa House, Nova Delhi, per Nathuram Godse, un radical hindú aparentment relacionat amb grups ultradretans de l'Índia, com era el Partit Hindú Hahasabha, que l'acusaven de debilitar el nou govern en la seua insistència que li foren pagats al Pakistan els diners promesos. Godsed i el seu company conspirador, Narayan Adopte, van ser jutjats i condemnats a mort. La seua execució es va realitzar el 15 de novembre de 1949. No obstant això, el que es considera com a instigador de l'assassinat, el president del Partit Hahasabha, Vinayak Damodar Savarkar, va quedar lliure sense cap càrrec per falta de proves.
Una prova de la lluita de Gandhi i la seua recerca de Déu està en les seues últimes paraules abans de morir, quan va exclamar: Hey, Rama ('Oh, Déu méu'). Això s'interpreta com un signe de la seua espiritualitat, així com el seu idealisme en la recerca de la pau en el seu país. Aquestes paraules estan escrites en el seu monument a Nova Delhi. Després d'un multitudinari enterrament, les cendres de Gandhi foren llançades al riu Ganges.

## Principis, pràctiques i creences

### La veritat i la satyagraha

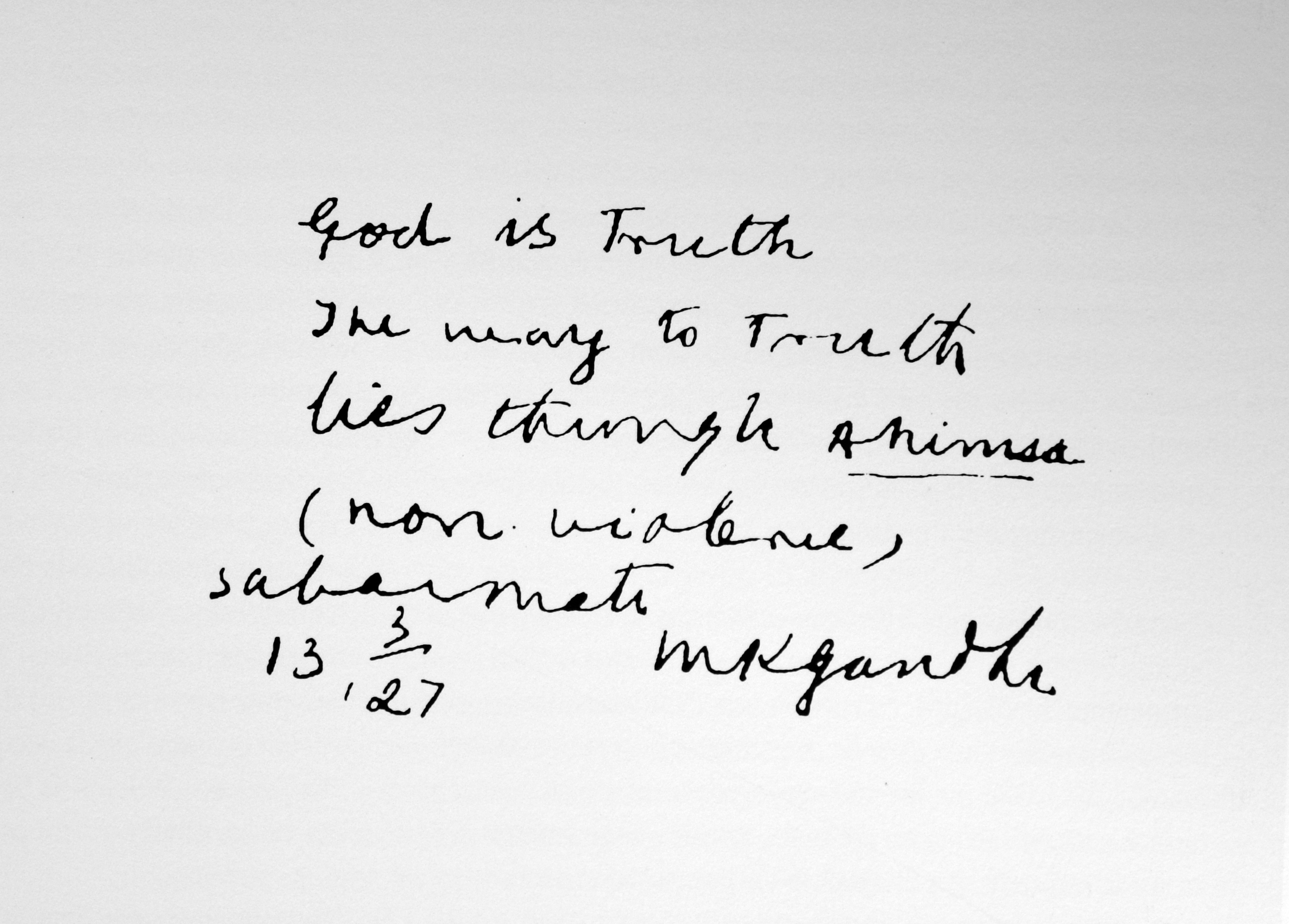
»Déu és la veritat. El camí a la veritat es troba mitjançantl'ahimsa (no-violència)», Sabarmati, 13 març del 1927

Gandhi va dedicar la seva vida a la finalitat més àmplia de descobrir la veritat, o Satya. Va tractar d'aconseguir aquest objectiu amb l'aprenentatge dels seus propis errors i duent a terme experiments sobre ell mateix. Va anomenar la seva autobiografia The Story of My Experiments with Truth ('La història dels meus experiments amb la veritat').
Gandhi va dir que la batalla més important en la lluita va ser superar els seus propis dimonis, les seves pors i les seves inseguretats. Al principi, Gandhi va resumir les seves creences dient: «Déu és la veritat». Més tard, va canviar aquesta declaració per la de «la veritat és Déu». Així, Satya ('veritat') en la filosofia de Gandhi és 'Déu'.
L'essència del satyagraha (literalment: 'insistència/tinença de la veritat') és procurar d'eliminar els antagonismes sense danyar-hi els antagonistes, i procurant de transformar o «purificar»-ho a un nivell superior. Un eufemisme utilitzat de vegades per satyagraha és que es tracta d'una «força silenciosa» o una «força de l'ànima» (un terme també utilitzat per Martin Luther King en el seu famós I Have a Dream, traduït: 'Jo tinc un somni'). Arma la persona amb un poder moral més gran que la força física. La satyagraha està destinada a ser una «força universal», ja que essencialment «no fa distinció entre coneguts i estranys, joves i vells, homes i dones, amics i enemics». Gandhi va escriure: «No ha d'haver impaciència, ni barbàrie, ni insolència, ni pressions indegudes. Si volem cultivar un veritable esperit de la democràcia, no podem donar-nos el luxe de ser intolerants. La intolerància revela la manca de fe en la causa». La desobediència civil i la no-cooperació, tal com es practica en el satyagraha, es basen en la «llei del patiment», una doctrina en què la «resistència del patiment és un mitjà per a un fi». Aquest fi, en general, implica una elevació moral o un progrés de l'individu o la societat. Per tant, la no-cooperació en el satyagraha és en realitat un mitjà per assegurar la cooperació de l'oponent, d'una manera ferma, amb la veritat i la justícia.

### La no-violència
Encara que Gandhi no va ser el creador del principi de la no-violència, va ser el primer a aplicar-la en el camp polític a gran escala. El concepte de la no-violència (ahimsa) i la no-resistència té una llarga història en el pensament religiós de l'Índia i ha tingut molts renaixements en contextos hindús, budistes, jainistes, jueus i cristians. Gandhi explica la seva filosofia i forma de vida en la seva autobiografia The Story of My Experiments with Truth. Així deia:
»Quan em desespero, recordo que al llarg de la història ha guanyat sempre el camí de la veritat i l'amor. Hi ha hagut tirans i assassins, i per un temps semblaven invencibles, però al final, sempre cauen; - penseu en això, sempre.»
»Quina diferència fa als morts, als orfes i als sense sostre, si la destrucció sense sentit es du a terme en el nom del totalitarisme o en el sant nom de la llibertat i la democràcia?»
»L'ull per ull deixa tot el món cec».
»Hi ha moltes causes per les quals estic disposat a morir, però cap per la qual estigui disposat a matar.»

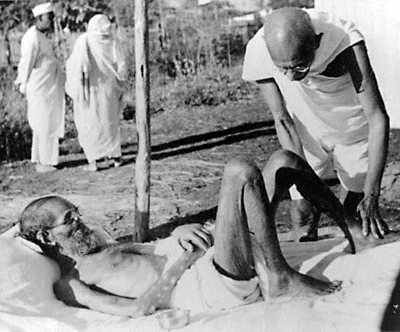
Gandhi té cura de Parchure Shastri, un erudit sànscrit afectat per la lepra, en
l'Ashram de Sabarmati, 1940

En l'aplicació d'aquests principis, Gandhi no es va negar a dur-los al seu extrem més lògic en previsió d'un món en què fins i tot el govern, la policia i els exèrcits fossin no violents. Les citacions a continuació són del llibre For Pacifists ('Per als pacifistes'):
»La ciència de la guerra ens porta a la dictadura, purament i simplement. La ciència de la no-violència només pot conduir a una democràcia pura… El poder basat en l'amor és mil vegades més eficaç i permanent que el poder que deriva del temor de la pena…. És una blasfèmia dir que la no-violència només pot ser practicada per individus i no per les nacions que estan compostes d'individus… L'aproximació més propera a la més pura anarquia seria una democràcia basada en la no-violència… Una societat organitzada i gestionada sobre la base de la no-violència seria l'anarquia més pura.»
»He reconegut que, fins i tot en un estat no violent, una força policial pot ser necessària… les files de la policia estaran integrades pels creients en la no-violència. La gent, instintivament, els donarà tota l'ajuda i la cooperació mútua que fàcilment durà que els disturbis cada vegada vagin a menys… Les violentes lluites entre treball i capital i les vagues aniran a menys en un estat no violent per la influència de la majoria no violenta que serà més gran quant al respecte dels elements principals en la societat. De la mateixa manera, no hi haurà lloc per als disturbis comunals….»
»Un exèrcit no violent actua de manera diferent a l'exèrcit de les persones armades, tant en temps de pau com en temps de conflictes. El seu deure serà el d'ajuntar les comunitats en conflicte, duent-los-hi propaganda de pau, ajudant a participar en activitats que posin en contacte cadascuna de les persones amb la seva comunitat o divisió territorial. Com un exèrcit, ha d'estar preparat per fer front a qualsevol emergència i, fins i tot, si fes falta, arriscant les seves vides, per tal d'aturar la bogeria de les torbes…. Les brigades de satyagraha (la força de la veritat) es poden organitzar en cada poble i en cada bloc d'edificis en les ciutats. Si la societat no violenta és atacada des de l'exterior, hi ha dos camins oberts a la no-violència. Permetre la invasió, però sense cooperar amb l'agressor… preferir la mort a la submissió. La segona seria la resistència no violenta duta a terme per les persones que han estat entrenades en la forma no violenta… L'espectacle inesperat de les interminables files i files d'homes i dones que simplement prefereixen, en últim terme, morir abans que rendir-se a la voluntat d'un agressor, durien aquest agressor i els seus soldats a acabar simpatitzant amb la lluita no-violenta… Una nació o un grup que han fet de la no-violència la seva política final no poden ser sotmesos a l'esclavitud ni tan sols per la bomba atòmica… Aquella nació que feliçment dugués la no-violència a aquell nivell tan alt, es guanyaria el respecte universal.»
D'acord amb aquests punts de vista, el 1940, quan la invasió de les Illes Britàniques per l'Alemanya nazi semblava imminent, Gandhi va oferir el següent consell als britànics (Non-Violence in Peace and War: No-violència en la pau i en la guerra):
»M'agradaria que deposéssiu les armes, que han de ser inútils per a salvar-vos o per salvar la humanitat. Convideu Herr Hitler i el senyor Mussolini a prendre el que vulguin dels països que anomeneu possessions vostres… Si aquests senyors trien d'ocupar la vostra casa, els deixareu. Si no volen deixar-vos marxar, permetreu que us matin tots -homes, dones i criatures-, però us negareu a prometre'ls la vostra lleialtat.»
En una entrevista posterior a la guerra el 1946, va oferir un punt de vista encara més extrem:
»Hitler», va dir Gandhi, «va matar 5 milions de jueus. És el crim més gran del nostre temps. Però els jueus s'han ofert al ganivet del carnisser. S'haurien d'haver llançat al mar des dels penya-segats… I això hauria despertat el món i el poble d'Alemanya…».
No obstant això, Gandhi es va adonar que aquest nivell de no-violència requereix una fe i un coratge increïbles, que creia que no tot el món posseïa. Recomanava, doncs, que no tothom havia de mantenir-se en la no-violència, especialment si s'utilitzava com a excusa per la covardia:
»Gandhi va anar amb compte de no atreure al seu moviment satyagraha els que tenien por de prendre les armes o se sentien incapaços de resistència. «Crec,» va escriure, «que si només hi ha una elecció entre la covardia i la violència, jo aconsellaria la violència.»
»En cada reunió, repetia l'advertiment que si no sentien que amb la no-violència havien entrat en possessió d'una força infinitament superior a la que tenien [amb l'ús de les armes] i amb la qual eren experts, llavors no tenien res a veure amb la no-violència, i que reprenguessin les armes que posseïen abans».
Gandhi també va ser blanc del foc polític per les seves crítiques als que tractaven d'aconseguir la independència amb mitjans més violents. Segons un informe publicat en la revista Frontline, va demanar en diverses ocasions la commutació de la pena de mort per a Bhagat Singh, Rajguru i Sukhdev, incloent-hi una visita personal el 19 de març de 1931 i una carta al virrei en el dia de la seva execució, demanant-ne amb fervor la commutació.
Winston Churchill va dir que era «nauseabund» veure Gandhi, «un advocat sediciós del Middle Temple, que ara es fa passar per una mena ben coneguda de fakir de l'Orient Mitjà, caminant mig nu per les escales del palau virregnal… per parlamentar en igualtat de condicions amb el representant del rei-emperador».
Ell va continuar amb aquest argument en una sèrie d'articles reproduïts en The Gandhi Reader: A Sourcebook of His Life and Writings (El lector de Gandhi: llibre de la seva vida i escrits) d'Homer Jack. En el primer, Zionism and Anti-Semitism ('Sionisme i antisemitisme'), escrit el 1938, Gandhi es va referir a la persecució de la dècada de 1930 dels jueus a Alemanya en el context de satyagraha. Va oferir la no-violència com a mètode per a combatre les dificultats dels jueus a Alemanya, declarant:
»Si jo fos jueu i hagués nascut a Alemanya i m'hagués de guanyar la vida allà, jo sentiria Alemanya com casa meva, tant com ho pogués sentir el més alt gentil alemany, i el desafiaria a disparar-me o que m'enviés a la presó; em negaria a ser expulsat o a sotmetre'm a un tractament discriminatori. I per fer això, no esperaria que els companys jueus s'unissin amb mi en una resistència civil, però tindria la confiança que, al final, la resta es veurien obligats a seguir el meu exemple. Si un jueu o tots els jueus estiguessin d'acord a acceptar la recepta que aquí s'ofereix, no podrien estar pitjor que ara. I el sofriment voluntàriament experimentat, els portarà una força interior i l'alegria… la violència calculada de Hitler, fins i tot, pot donar lloc a una matança general de jueus com la seva primera resposta a la declaració d'aquestes hostilitats. Però, si la ment dels jueus està preparada per al sofriment voluntari, fins a la massacre que he imaginat podria convertir-se en un dia d'acció de gràcies i d'alegria en què el Senyor hauria fet l'alliberament de l'ètnia, fins i tot a les mans del tirà. Perquè per als temorosos de Déu, la mort no causa terror.» 
Gandhi va ser molt criticat per aquestes declaracions i va respondre a l'article «Questions on the Jews» ('Qüestions sobre els jueus') amb: «Uns amics m'han enviat dos retalls de premsa criticant la meua crida als jueus. Els dos crítiquen la presentació de la no-violència als jueus com un remei contra la injustícia comesa contra ells, jo no he suggerit res més… he advocat perquè es renunciï a la violència del cor i el consegüent exercici actiu de la força generada per la gran renúncia.
Les declaracions de Gandhi pel que fa als jueus davant de l'imminent holocaust atragueren les crítiques d'una sèrie de comentaristes. Martin Buber va escriure una carta oberta molt crítica amb Gandhi el 24 de febrer de 1939. Buber afirmà que la comparació entre el tractament britànic dels indis i el tractament nazi dels jueus era inadequat i, a més, va assenyalar que quan els indis eren víctimes de persecució, Gandhi va tenir, de vegades, el suport de l'ús de la força.
De manera sorprenent, el 1937 Adolf Hitler va dir al secretari de Relacions Exteriors britànic, Lord Halifax, que els britànics haurien de «disparar a Gandhi, i si això no fos suficient per reduir-los a la submissió, disparar a una dotzena d'importants membres del Congrés, i si això tampoc no fos suficient disparar a 200, i així successivament, per tal de deixar clar que vostès parlen de debò.»
Gandhi va comentar el 1930 la persecució dels jueus a Alemanya en el context de satyagraha. En l'article de novembre del 1938 sobre la persecució nazi dels jueus abans esmentat, va oferir la no-violència com una solució:
»La persecució dels jueus alemanys sembla que no té paral·lel en la història. Els tirans de l'antiguitat mai van ser tan bojos com sembla que ho és Hitler. I ho fa amb fervor religiós. Perquè ell proposa una nova religió d'un nacionalisme excloent i militant en el nom del qual qualsevol inhumanitat es converteix en un acte d'humanitat que serà recompensada en aquesta i en l'altra vida. El crim d'aquest jove, intrèpid i òbviament boig, però, està seguit per tota la seva ètnia amb una ferocitat increïble. Si alguna vegada pogués haver-hi una guerra justificable en nom de la humanitat i per a ella, una guerra contra Alemanya, per evitar la persecució indiscriminada de tota una ètnia, aquesta seria totalment justificable. Però, jo no crec en cap guerra. Una discussió dels pros i els contres d'aquesta guerra és, per tant, fora del meu horitzó. Però, si no pot haver-hi una guerra contra Alemanya, fins i tot per un crim com el que es comet contra els jueus, sens dubte el que no pot haver és una aliança amb Alemanya. Com pot haver-hi una aliança entre una nació que diu defensar la justícia i la democràcia i una que és l'enemic declarat de les dues?».

### Vegetarianisme
Quan era petit, Gandhi va experimentar amb el consum de carn. Això es va deure en part a la curiositat inherent seva així com a la persuasió del seu amic Sheikh Mehtab. La idea del vegetarianisme està profundament arrelada en les tradicions hindús i jainistes a l'Índia i, a la seva terra natal de Gujarat, on la majoria dels hindús són vegetarians, i també gairebé tots són jainistes. La família de Gandhi no en va ser l'excepció. Abans de marxar a Londres a fer els seus estudis, Gandhi va prometre a la seva mare, Putlibai, i al seu oncle, Becharji Swami, que s'abstindria de menjar carn, prendre alcohol, i participar en la promiscuïtat. Es va mantenir ferm en la seva promesa i va guanyar quelcom més que una dieta: feu del vegetarianisme una de les bases filosòfiques de la seva llarga vida. Quan Gandhi ja fou adult, es va convertir en un vegetarià estricte. Va escriure el llibre The Moral Basis of Vegetarianism (La base moral del vegetarianisme) i diversos articles sobre el tema, alguns dels quals van ser publicats en el The Vegetarian (El Vegetarià) de la London Vegetarian Society (Societat Vegetariana de Londres). Durant aquest període, el jove Gandhi es va inspirar en molts grans pensadors i es va fer amic del president de la London Vegetarian Society, el Dr. Josiah Oldfield.
Després d'haver llegit i admirat també l'obra de Henry Stephens Salt, el jove Mohandas es va reunir i amb freqüència s'escrivia amb l'activista vegetarià. Gandhi va passar molt de temps advocant pel vegetarianisme durant la seva estada a Londres i després. Per a Gandhi, una dieta vegetariana no sols satisfà les necessitats del cos, sinó que també serveix un propòsit econòmic, ja que la carn era, i continua sent, en general més cara que els llegums, vegetals i fruites. A més, molts indis de l'època tenien ingressos molt baixos, de manera que el vegetarianisme va ser vist no sols com una pràctica espiritual, sinó també com quelcom pràctic. Es va abstenir de menjar per llargs períodes, amb dejunis com una manera de protesta política. Gandhi va assenyalar en la seva autobiografia que el vegetarianisme va ser el començament del seu profund compromís amb la castedat: sense el control total del paladar, el seu èxit en Bramacharya probablement hagués fallat.
Gandhi també va experimentar amb el frugivorisme, com indica en la seva autobiografia: «Vaig decidir viure amb una dieta de fruita, i que fos també alhora la fruita més barata possible… El cacauet cru, plàtans, dàtils, llimones i oli d'oliva componia la nostra dieta habitual». No obstant això, a la fi de la vida, va trencar la disciplina i va començar a prendre llet de cabra aconsellat pel seu metge. Aquesta interrupció en la disciplina el va molestar fins al dia de la seva mort, i va escriure: «La memòria d'aquesta acció, fins i tot ara m'irrita el pit i m'omple de remordiment, i estic constantment pensant en com renunciar a la llet de cabra.» Mai va prendre els productes lactis obtinguts de vaques a causa de la seva visió inicial: que la llet no és la dieta natural de l'ésser humà i, en concret, a causa d'un vot a la seva difunta mare.
Algunes de les frases de Gandhi:
«Sento que el progrés espiritual exigeix que deixem de matar i menjar les criatures de Déu, que ens són properes, i només per satisfer les nostres pervertides i sensuals ganes.»
«La supremacia de l'ésser humà sobre l'animal s'hauria de demostrar no sols avergonyint-nos del bàrbar costum de matar-los i devorar-los, sinó cuidant-los, protegint-los i amant-los.»
«No menjar carn constitueix sense cap mena de dubte una gran ajuda per al desenvolupament i la pau del nostre esperit.»

### Nai Talim, l'educació bàsica
El Nai Talim és un principi espiritual que estableix que el coneixement i el treball no estan separats. Gandhi va promoure un pla d'estudis basat en el mateix nom que aquest principi pedagògic.
Es pot traduir amb la frase «educació bàsica per a tots». No obstant això, el concepte té diversos nivells de significat. Es va desenvolupar a partir de l'experiència de Gandhi amb el sistema educatiu anglès i amb el colonialisme en general. En aquest sistema, va veure que els nens indis podien ser alienats quan uns «estudis basats en el pensament» es convertissin en els dominants. Aquests últims comportaven una sèrie de resultats negatius: el desdeny pel treball manual, el desenvolupament d'una nova classe d'elit, i els creixents problemes de la industrialització i la urbanització.
Els tres pilars de la pedagogia de Gandhi se centren en el caràcter vitalici de l'educació, el seu caràcter social i la seva forma com un procés holístic. Per a Gandhi, l'educació és el «desenvolupament moral de la persona», un procés que és, per definició, «de tota la vida».

### Brahmacharya, sexualitat

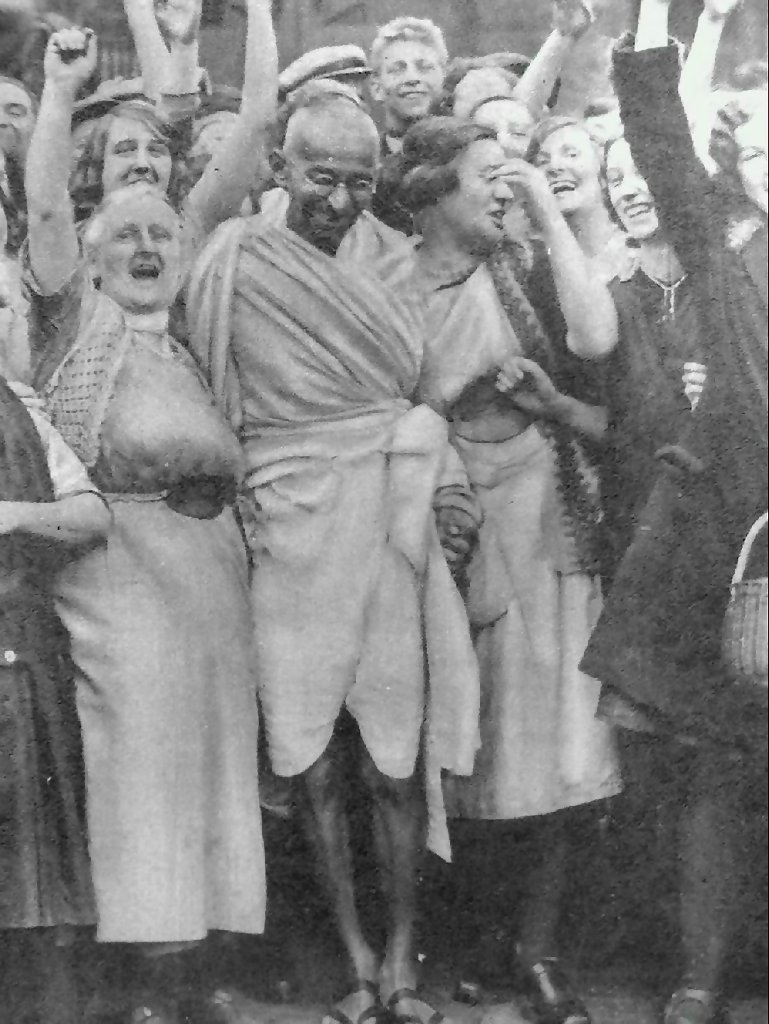
Gandhi amb treballadors del tèxtil a Darwen, Lancashire, 26 de setembre de 1931

Quan Gandhi tenia 16 anys, el seu pare es va posar molt malalt. En estar molt dedicat als seus pares, va assistir al seu pare en tot moment durant la seva malaltia. No obstant això, una nit, l'oncle de Gandhi el va rellevar per una estona. Gandhi es va retirar al seu dormitori i va tenir relacions sexuals amb la seva esposa. Poc després, el van avisar que el seu pare acabava de morir. Gandhi va sentir una culpa tremenda i mai s'ho va poder perdonar. Va arribar a referir-se a aquest esdeveniment com «la vergonya doble». L'incident va tenir una influència significativa en Gandhi quan va adoptar el celibat a l'edat de 36 anys, mentre estava casat.
Aquesta decisió va ser profundament influenciada per la filosofia de Brahmacharya -la puresa espiritual i pràctica-, en gran manera amb el celibat i l'ascetisme. Gandhi va veure la castedat com a mitjà per apropar-se més a Déu i com a fonament principal per a l'autorealització. En la seva autobiografia, parla de la seva batalla contra la luxúria i els atacs de gelosia amb la seva núvia d'infància, Kasturba. Va sentir que era obligació personal seva de romandre cèlibe perquè pogués aprendre a estimar, en comptes de la luxúria. Per a Gandhi, la castedat significa «control dels sentits en el pensament, paraula i acció».

### Senzillesa
Gandhi creia sincerament que una persona involucrada en el servei públic ha de portar una vida amb senzillesa. Mostra aquest principi per primera vegada quan deixa d'usar roba d'estil occidental, que llavors associa amb la riquesa i l'èxit. Quan va tornar a l'Índia, va renunciar a l'estil de vida occidental que va dur a Sud-àfrica, on havia gaudit d'una reeixida pràctica legal.
Gandhi es vestia per ser acceptat per la gent més pobra de l'Índia, defensant l'ús de tela d'estar per casa (khadi). Ell i els seus seguidors van adoptar el costum de teixir la seva pròpia roba de fil; fil que s'obtenia fent girar una filosa anomenada charkha, i va encoratjar d'altres a fer-ho. Tot i que els treballadors indis estaven sovint inactius a causa de la desocupació, compraven amb freqüència la roba dels fabricants industrials al servei dels interessos britànics. El moviment Swadeshi sostenia que si els indis fessin la seva pròpia roba, això seria un cop econòmic a l'establiment britànic a l'Índia. La senzillesa de Gandhi va ser signe i expressió dels principis de swadeshi. En conseqüència, després la charkha es va incorporar a la bandera del Congrés Nacional Indi. Posteriorment, va portar un dhoti la resta de la seva vida.
La pràctica d'abandonar les despeses innecessàries, adoptant un estil de vida senzill i rentant la seva pròpia roba, Gandhi ho va anomenar «reduir-se un mateix a zero». En una ocasió, va retornar el regal que li atorgaven des de Natal pel seu diligent servei a la comunitat.
Gandhi passava un dia de cada setmana en silenci. Creia que abstenir-se de parlar li portava pau interior i el convertia en un millor oient. Aquesta influència es va elaborar a partir dels principis hindús de mauna (en sànscrit: मौनं, 'silenci') i shanti (en sànscrit: शांति, 'pau'). En aquests dies, es comunicava amb els altres per escrit en un paper. Durant tres anys i mig, des de l'edat de 37 anys, Gandhi es va negar a llegir els diaris, al·legant que l'estat tumultuós dels assumptes mundials li causaven més confusió que la seva inquietud interior.
Després de la lectura d'Unto This Last de John Ruskin, va decidir canviar el seu estil de vida i crear una comuna anomenada Phoenix Settlement.

### Fe
Gandhi va néixer hindú i va practicar l'hinduisme tota la seva vida. Com tot hindú, creia que totes les religions eren iguals, i va rebutjar tots els esforços per convertir-se a una fe diferent. Era un teòleg àvid i llegia molt sobre totes les principals religions. Va dir el següent sobre l'hinduisme:
L'hinduisme com el conec satisfà la meva ànima, omple tot el meu ésser… Quan els dubtes em turmenten, quan les decepcions em miren a la cara, i quan veig que ni tan sols hi ha un raig de llum a l'horitzó, em dirigeixo a la Bhagavad Gita, i hi trobo un vers que em consola, i immediatament començo a somriure enmig de l'aclaparadora tristesa. La meva vida ha estat plena de tragèdies i si no han deixat cap efecte visible i indeleble en mi, l'hi dec als ensenyaments del Bhagavad Gita.

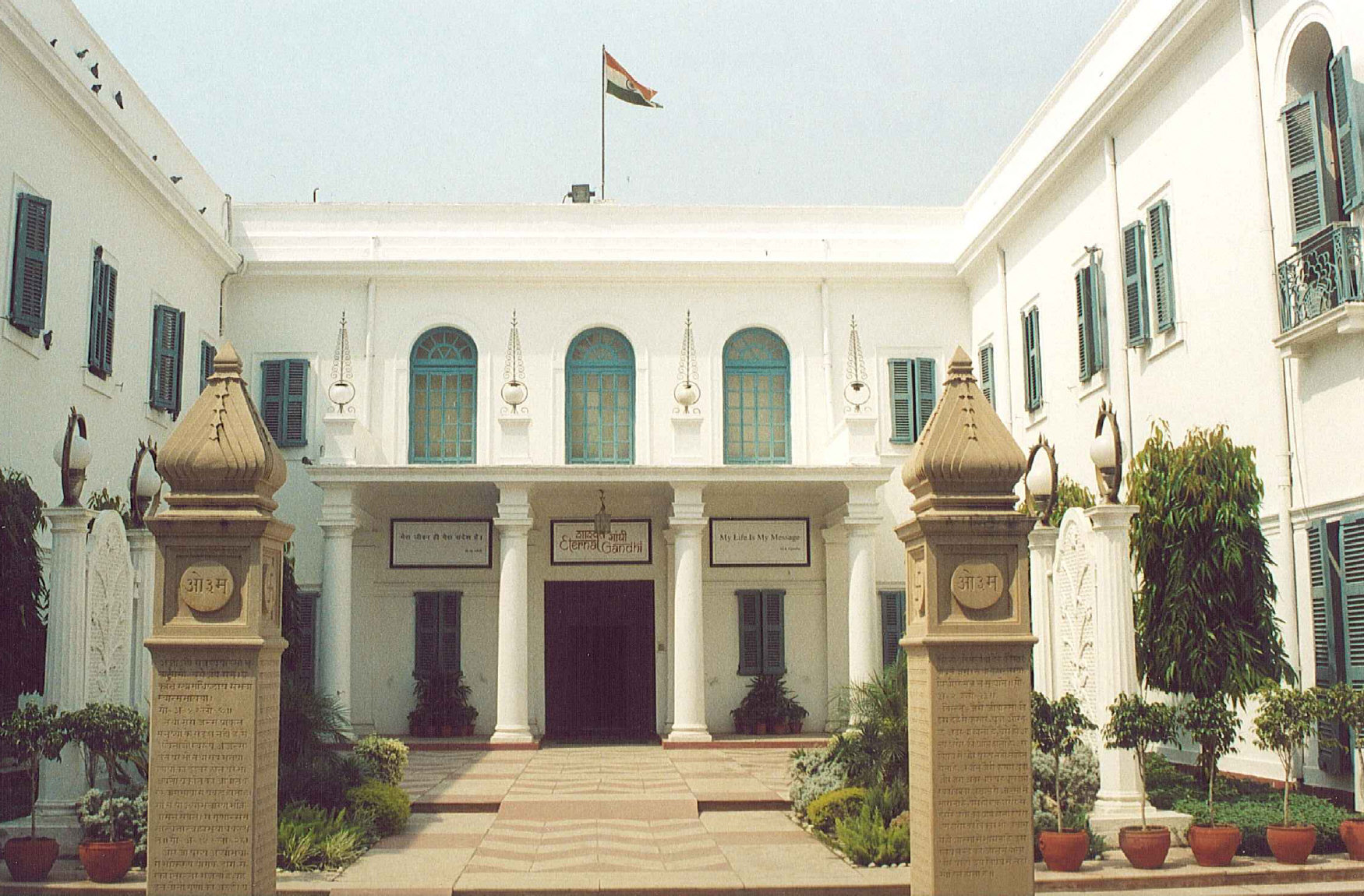
Gandhi Smriti (la casa on Gandhi va passar els últims 4 mesos de la seva vida. S'ha convertit en un monument, Nova Delhi)

Gandhi va escriure un comentari sobre el Bhagavad Gita en gujarati. Aquest manuscrit va ser traduït a l'anglès per Mahadev Desai, que va fer una introducció i comentaris addicionals. Es va publicar amb un pròleg de Gandhi el 1946.
Gandhi creia que el centre de totes les religions era la veritat i l'amor (la compassió, la no-violència i la regla d'or). També va qüestionar el que va veure com a hipocresia, males pràctiques, i dogma en totes les religions, fins i tot en la seva pròpia; i va ser un incansable defensor de la reforma social en la religió. Alguns dels seus comentaris sobre les diferents religions són els següents:
«Així, si jo no podia acceptar el cristianisme, com a perfecte o com la religió més gran, tampoc estava convençut que l'hinduisme també ho pogués ser. Aviat em vaig adonar dels defectes hindús. Si els intocables podrien ser una part de l'hinduisme, això podria ser una part podrida o una excrescència. Jo no podia entendre la raó de ser d'una multitud de sectes i castes. Quin era el significat de dir que els Vedes eren la paraula inspirada de Déu? Si eren inspirats, per què no també la Bíblia i l'Alcorà? Tant els amics cristians com els amics musulmans intentaven de convertir-me a la seva fe. Abdullah Seth m'havia induït a l'estudi de l'islam, i per descomptat, sempre hi havia alguna cosa a dir pel que fa a la seva bellesa». (Autobiografia de Gandhi)
«Tan aviat com perdem la base moral, deixem de ser religiosos. L'ésser humà, per exemple, no pot ser mentider, cruel o incontinent i afirmar que té Déu del seu costat.»
«Les paraules de Mahoma són un tresor de saviesa, no sols per als musulmans, sinó per a tota la humanitat.»
Més endavant en la seva vida, quan se li va demenar si era hindú, va respondre: «Sí, ho sóc. També sóc un cristià, un budista, musulmà, i un jueu».
Gandhi es va reunir amb el mestre espiritual de l'Índia Meher Baba a bord del SS Rajputana en el seu camí a la segona Round Table Conference (Conferència de la Taula Rodona) a Londres, el 1931, dient que estava molt feliç de conèixer Baba i li va demanar que trenqués el seu silenci.
Malgrat el profund respecte que es tenien Gandhi i Rabindranath Tagore, més d'una vegada quedaven immersos en debats prolongats. Aquests debats il·lustren les diferències filosòfiques entre els dos indis més famosos de l'època. El 15 de gener de 1934, un terratrèmol va sotragar Bihar i va causar grans danys i pèrdua de vides. Gandhi va mantenir que el terratrèmol era a causa del pecat comès per hindús de casta alta en no permetre els intocables en els seus temples (Gandhi estava compromès amb la causa de millorar el destí dels intocables, i es referia a ells com a Harijans). Tagore es va oposar amb vehemència a la postura de Gandhi, sostenint que un terratrèmol només pot ser causat per forces naturals, no per raons morals, per més repugnant que fos la pràctica de la intocabilitat.
Gandhi va prendre un gran interès per la teosofia. Va simpatitzar amb el missatge de la teosofia de la «fraternitat universal i la tolerància conseqüent», com ell mateix va dir el 1926.

### Swaraj, l'autogovern

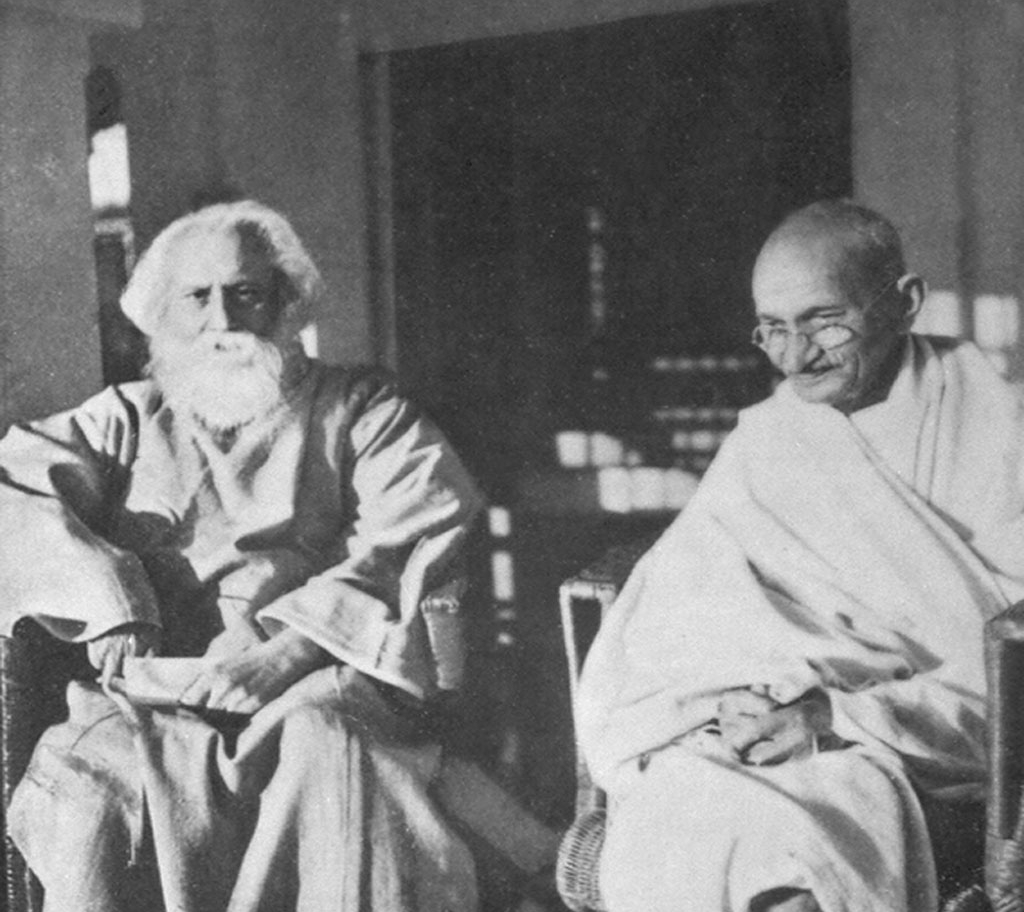
Gandhi amb Rabindranath Tagore, 1940

Gandhi es descriu a si mateix com un anarquista filosòfic, i la seva visió de l'Índia, per ell, significava una Índia sense un govern de base. Una vegada va dir que «l'estat ideal no violent seria una anarquia ordenada». Mentre que els sistemes polítics són en gran part jeràrquics, en què cada capa d'autoritat des de l'individu al govern central augmenta sobre la capa de sota, Gandhi creia que la societat hauria de ser exactament el contrari, en què no es fa res sense el consentiment de tothom, baixant a l'individu. La seva idea era que el veritable autogovern en un país significa que cada persona es governa a si mateixa i que no hi ha un estat que fa complir les lleis sobre el poble. Això s'aconseguiria amb el temps, amb la mediació no violenta dels conflictes, quan el poder es despullés de les capes de les autoritats jeràrquiques, en última instància la individual, la qual vindria a encarnar l'ètica de la no-violència. En lloc d'un sistema en què els drets són imposats per una autoritat superior, la gent s'autogovernaria per les responsabilitats mútues. En tornar de Sud-àfrica, quan Gandhi va rebre una carta sol·licitant la seva participació en la redacció d'una carta mundial dels drets humans, va respondre dient: «en la meva experiència, és molt més important tenir una carta de deures humans». Una Índia lliure per a ell significava l'existència de milers de petites comunitats autosuficients (una idea, possiblement, de Tolstoi), que es governaven a si mateixes sense perjudicar-ne les altres. Això no vol dir simplement la transferència d'una estructura administrativa establerta pels britànics en mans de l'Índia, la qual cosa segons ell era només «fer Hindustan en Englistan». Ell volia dissoldre en última instància, el Partit del Congrés després de la independència i establir un sistema de democràcia directa a l'Índia, ja que no tenia fe en el sistema parlamentari d'estil britànic.

## Crítiques sobre la postura política de Mahatma Gandhi[calcitació]
Diversos historiadors han criticat l'aparent posició de Gandhi quant al sorgiment de Hitler i Mussolini, incloent-hi la seva declaració que els jueus guanyarien l'amor de Déu en anar voluntàriament cap a la mort.
La seua oposició a la violència va arribar a extrems quan el 1940, després de la invasió dels nazis de les Illes del canal de la Mànega, va manar un missatge al poble britànic indicant:
| « | Deixen les armes, per quant aquestes no serviran per a salvar-los a vostès ni a la humanitat. Han d'invitar Hitler i Mussolini que prenguen tot el que vulguen dels seus països. Si volen ocupar les seues cases, vagen-se d'aquestes. Si no els permeten eixir, sacrifiquin-se a ells, però sempre refusen rendir-los obediència. | » |

Altres historiadors van ser més enllà i van atacar Gandhi d'hipòcrita, a causa del que percebien com a inconsistència entre la seua posició de no-violència i un suposat maltractament a les dones i també suposades declaracions racistes contra els africans en la seua estada a Sud-àfrica.
Les crítiques s'estenen fins al comitè del Premi Nobel, en què l'assessor del comitè, el professor Jacob Worm-Müller, va escriure un informe en el qual expressa la seua comprensió en l'admiració cap a la persona de Gandhi: «És, indubtablement, una persona bona, noble i ascètica, un home prominent merescudament honrat i amat per les masses a l'Índia». Mes l'informe continua en la consideració de Gandhi com a polític i representant del poble: «…presenta violents canvis en les seues polítiques, que difícilment poden ser explicades pels seus seguidors. (…) És un lluitador per la llibertat i un dictador, un idealista i un nacionalista. És sovint un 'Crist', però llavors, de sobte, es convertix en un polític vulgar».
Durant el conflicte indopakistanès, Gandhi va fer públiques les seues idees sobre obviar les polítiques de pau i no-violència contra Pakistan en cas d'hostilitats, molt en oposició a les seues opinions sobre el conflicte bèl·lic entre Gran Bretanya i l'Alemanya nazi (mencionats dalt).
Posteriorment, un altre informe emès per Muller indica: «Es podria dir que la seua ben coneguda lluita per Àfrica del Sud és en benefici dels indis residents allí, i no pels «negres», pels que viuen en condicions pitjors.»
El 26 de setembre de 1896, Gandhi es va dirigir a les masses per expressar el seu disgust pel tracte que els anglesos donaven als indis en els termes següents: «La nostra és una contínua lluita en contra de la degradació infligida sobre nosaltres pels europeus, que desitgen degradar-nos al nivell de vulgars napiols l'ocupació dels quals és caçar i la seua única ambició és recol·lectar bestiar per comprar una esposa, i després morir en la indolència (…)».

## Reconeixements
Gandhi mai no va arribar a rebre el premi Nobel de la Pau, encara que va ser-hi nomenat cinc vegades entre 1937 i 1948. Dècades després, no obstant això, el comitè que administra el premi Nobel va declarar la injustícia de tal omissió, que va atribuir als sentiments nacionalistes dividits que van negar tal premi a Gandhi.
Quan al dalai-lama li va ser atorgat aquest premi el 1989, el president del comitè va declarar que, en part, aquest premi s'atorgava en homenatge a Mahatma Gandhi.
El govern de l'Índia atorga un premi a què denominen el Premi de la Pau Mahatma Gandhi, que ha estat concedit, entre d'altres, a Nelson Mandela, el dirigent sud-africà.
El 30 de gener se celebra el Dia de la Pau en record a Gandhi.